# GLORIOUS (東京スカパラダイスオーケストラのアルバム)
『GLORIOUS』（グロリアス）は2018年3月14日にcutting edgeから発売された東京スカパラダイスオーケストラ21作目のオリジナル・アルバム。

## 概要
- 本作は斎藤宏介、Emicida、iLe、FPM、TOSHI-LOW、大沢伸一をゲスト参加。
- CD+Blu-rayの初回限定盤[1]、CD+2DVDの初回限定盤[2]、CDのみの通常盤[3]、3形態で発売。
- 特典Blu-ray/DVDは、LATIN AMERICA TOUR 2017 “NO BORDERS” ライブドキュメンタリー（完全版）および、2017 Hall Tour“TOKYO SKA Has No Border” at 中野サンプラザ、東京エレクトロンホール宮城の模様が収録。
- 本作発売間際に発表された42ndシングル「ちえのわ feat. 峯田和伸」は次作『ツギハギカラフル』に収録。

## 収録曲

### CD
全編曲：東京スカパラダイスオーケストラ
1. Glorious
  - 作詞：谷中敦／作曲：NARGO／Vocal：谷中敦

ベスト・アルバム『TOKYO SKA TREASURES 〜ベスト・オブ・東京スカパラダイスオーケストラ〜』『NO BORDER HITS 2025→2001 〜ベスト・オブ・東京スカパラダイスオーケストラ〜』にも収録された。
2. 白と黒のモントゥーノ
  - 作詞：谷中敦／作曲：沖祐市／Vocal：斎藤宏介
3. The Battle of Tokyo
  - 作曲：NARGO
4. Te Quiero con Bugalú（テ・キエロ・コン・ブガルー）
  - 作詞：谷中敦・iLe／作曲：Ismael Cancel・Milena Perez Joglar／Vocal：iLe
5. 恋して cha cha cha
  - 作曲：北原雅彦
6. Believer feat. Emicida and Fióti FPM Remix
  - 作曲：川上つよし／MC：Emicida／Remix：FPM
7. 野望なき野郎どもへ
  - 作詞：谷中敦／作曲：NARGO／Vocal：TOSHI-LOW

ベスト・アルバム『TOKYO SKA TREASURES 〜ベスト・オブ・東京スカパラダイスオーケストラ〜』『NO BORDER HITS 2025→2001 〜ベスト・オブ・東京スカパラダイスオーケストラ〜』にも収録された。
8. True Heart
  - 作曲：谷中敦
9. 白と黒のモントゥーノ MONDO GROSSO Remix
  - 作詞：谷中敦／作曲：沖祐市／Vocal：斎藤宏介／Remix：大沢伸一
10. The Ring
  - 作曲：川上つよし

### Blu-ray
- From 2017 Hall Tour "TOKYO SKA Has No Border" at 中野サンプラザ／東京エレクトロンホール宮城

1. Girl On Saxophone X
2. Paradise Has No Border
3. DOWN BEAT STOMP
4. White Light
5. ペドラーズ
6. さよならホテル
7. SKA ME CRAZY
8. ルパン三世 '78
9. スタアスタアスタア
10. Samurai Dreamers ～サビレルナ和ヨ～
11. Believer
12. Skankin' Rollin'
13. Routine Melodies Reprise
14. Pride of Lions
15. Prism
16. 遠い空、宇宙の果て。
17. 道なき道、反骨の。
18. LATIN AMERICA TOUR 2017 "NO BORDERS" ライブドキュメンタリー（完全版）

### DVD　VOL.1
- From 2017 Hall Tour "TOKYO SKA Has No Border" at 中野サンプラザ／東京エレクトロンホール宮城

1. Girl On Saxophone X
2. Paradise Has No Border
3. DOWN BEAT STOMP
4. White Light
5. ペドラーズ
6. さよならホテル
7. SKA ME CRAZY
8. ルパン三世 '78
9. スタアスタアスタア
10. Samurai Dreamers ～サビレルナ和ヨ～
11. Believer
12. Skankin' Rollin'
13. Routine Melodies Reprise
14. Pride of Lions
15. Prism
16. 遠い空、宇宙の果て。
17. 道なき道、反骨の。

### DVD　VOL.2
1. LATIN AMERICA TOUR 2017 "NO BORDERS" ライブドキュメンタリー（完全版）